# Никола Каранджов
Никола (Лаки) Георгиев (Гелин) Каранджов е български революционер, деец на Вътрешната македоно-одринска революционна организация и на Върховния македоно-одрински комитет.

## Биография
Никола Каранджов е роден в костурското село Смърдеш, тогава в Османската империя, днес в Гърция. Влиза във ВМОРО и е десетник на Организацията. По-късно става привърженик на полковник Янков и противник на ВМОРО. Участва в Илинденско-Преображенското въстание като войвода на една от смърдешките чети.